# Obdam (stacja kolejowa)
Obdam – stacja kolejowa w Obdam, w prowincji Holandia Północna, w Holandii. Stacja została otwarta w 1898.
| Obdam                        |  |                        |
| Linia Alkmaar-Hoorn          |  |                        |
| Heerhugowaardodległość: 6 km |  | Hoorn odległość: 10 km |